# Барабанщиков, Василий Матвеевич
Василий Матвеевич Барабанщиков (27 мая 1922 — 1 апреля 1991) — советский военачальник, командир 28-й гвардейской ракетной дивизии (май 1967 — февраль 1975), генерал-майор. Участник Великой Отечественной войны, был представлен к званию Героя Советского Союза.

## Биография
Родился в д. Волжанец (ныне — Советского района Курской области). Школьное образование — неполные 9 классов. С февраля 1939 по июнь 1940 года учился в Орловском пехотном училище. По окончании назначен командиром пулемётного взвода 740-го полка 217-й стрелковой дивизии.
Воевал на Западном и Калининском фронтах. В июле 1942 года был представлен к званию Героя Советского Союза; награждён орденом Ленина. Также награждён орденами Отечественной войны 1 и 2 степеней (1944 и 1985), Красной Звезды и Красного Знамени.
В 1945—1947 командир стрелкового батальона на острове Сааремаа (Эстония).
В 1952 году окончил Военную академию имени М. В. Фрунзе. Служил в Сибири и на Дальнем востоке (командир батальона, полка). С 1962 — полковник, заместитель командира ракетной дивизии в Свердловске.
С мая 1967 по февраль 1975 года — командир 28-й гвардейской ракетной дивизии (Козельск). Генерал-майор (1969).
В 1975—1983 годах — военком Ярославской области.
В 1983 году уволен в запас. Жил и умер в Калуге.

## Награды
Награждён 7 орденами и 15 медалями, в том числе:
- орден Ленина (13.9.1942)[2]
- орден Отечественной войны II степени (31.1.1944)[3]
- Орден Отечественной войны I степени (6.4.1985)[4].